# Gerdeka Hartlevsdotter
Gerdeka Hartlevsdotter, eller Hartlefsdotter, också kallad Gerdica eller Gerdika, född 1370, död 1438, var en svensk nunna. Hon var abbedissa i Vadstena kloster från 1403 till 1422.  

## Biografi
Gerdeka Hartlevsdotter var ursprungligen från Skänninge, dotter till Hartlev Bolk (död 1390) och Ingeborg (död 1400). Hennes mor Ingeborg blev nunna i Vadstena kloster år 1393. Gerdeka valdes till abbedissa sedan hennes företrädare Ingegerd Knutsdotter hade avsatts 1403. Hon beskrivs som duglig och hennes ämbetstid som klostrets guldålder. 1403 antogs drottning Margareta som leksyster.
1406 mottogs en delegation från England med anhållan om att grunda ett birgittinkloster där. Gerdeka mottog den engelsak delegationen av Henry Fitzhug of Rawensswater, och skötte förhandlingarna om grundandet av ett dotterkloster i England. År 1415 sände hon på den engelska kungens önskan nunnorna Anna Karlsdotter, Christina Finwitsdotter, Christina Esbjörnsdotter och Anna Esbjörnsdotter till England under stora högtidligheter, beledsagad av alla Sveriges biskopar, Lunds ärkebiskop, en biskop från Norge och åtskilliga sändebud, för att grunda Syon Monastery i England.
Ett stort antal påvliga förordningar för klostret implementerades under hennes ämbetstid. Bland annat fick klostret tillstånd att begrava icke medlemmar på sin kyrkogård, något som blev ett statustecken, och klostret fick föreskrifter om hur de skulle hålla gudstjänst under interdikt. Gerdeka lät själv begrava sin far vid klostret 1412. År 1419 hölls räfst och en undersökning utfördes då abbedissan och nunnorna ryktades ha tagit emot privata gåvor av världsliga män, släppt in lekmän i klostret och träffat män enskilt.
Gerdeka led de sista fem åren av sitt liv av dålig hälsa. Hon avsade sig ämbetet 27 april 1422 och avled sexton år senare.